# Masaya (vulkaan)

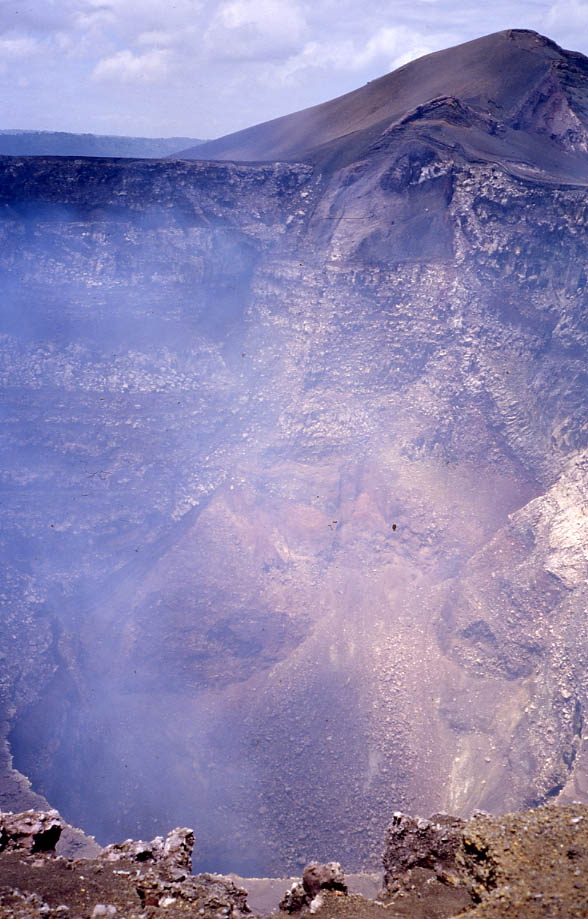
De krater van de Masaya, 2002

De Masaya is een vulkaan van het type pyroclastisch schild nabij de stad Masaya in Nicaragua, ca. 20 kilometer ten zuiden van de hoofdstad Managua in het departement Masaya. De Masaya is de meest oostelijk gelegen vulkaan van een serie actieve vulkanen die samen de 11 kilometer brede Masaya-caldera vormen.
In het precolumbiaanse tijdperk werd de vulkaan Popogatepe ("brandende berg") genoemd. De inwoners zagen de uitbarstingen als tekenen dat de goden ontstemd waren en brachten regelmatig offers, waaronder menselijke offers. De Spaanse conquistadores noemden de vulkaan La Boca del Infierno ("mond van de hel"). Ze plaatsten een kruis op de rand van de vulkaan en zochten naar goud in de krater.
De laatste uitbarsting van de vulkaan was in 1772. In 2001 vond een explosie plaats in de krater, waarbij rotsstukken 500 meter de lucht in geslingerd werden.
De Masaya-caldera werd in 1979 het eerste en grootste nationale park van Nicaragua, het Parque Nacional Volcan Masaya. De Masaya is de enige vulkaan op het westelijk halfrond waarbij de kraterrand per auto bereikt kan worden.